# Aeronautica militare

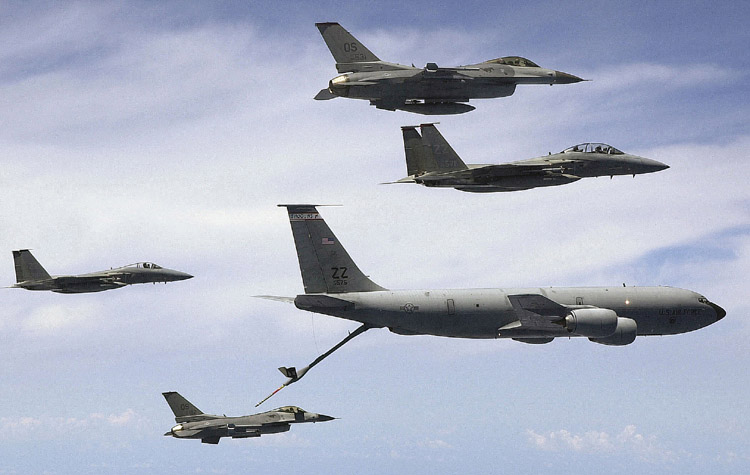
Quattro caccia e un KC-135 dell'USAF

Un'aeronautica militare (anche  aviazione militare o forza aerea) è una forza armata o un servizio militare di un paese, atta a condurre una guerra aerea.

## Storia

### XVIII secolo
Il primo corpo militare 'aeronautico' fu il Corpo Aerostati francese che prese parte alla Battaglia di Fleurus nel 1794, dotato di palloni aerostatici. I palloni prima e i dirigibili poi, costituirono gli unici mezzi aerei in dotazione alle forze armate per un lungo periodo di tempo, con compiti essenzialmente ricognitivi.

### XX secolo
Il primo impiego bellico risale alla guerra italo-turca del 1911, in Libia, nella quale da un aereo italiano, per la prima volta nella storia, furono lanciate granate, sul campo turco di Ain Zara. L'utilizzo militare vero e proprio dell'aereo, però, si ebbe con la prima guerra mondiale, dove fin dall'inizio si usarono piccoli aerei per compiti ricognitivi per arrivare con il protrarsi del conflitto, a modelli sempre più evoluti, più veloci ed equipaggiati espressamente per il combattimento.
Nel corso del primo conflitto mondiale si distinsero grandi aviatori come il Barone Rosso e Francesco Baracca e nacquero i primi corpi aerei veri e propri, come il Servizio Aeronautico, allora incorporato nel Regio Esercito Italiano. Crescente importanza venne data all'arma aerea nel periodo tra le due guerre, prima con lo sviluppo del biplano, del quale il più fulgido esempio è il Fiat C.R.32, ma soprattutto con l'introduzione del monoplano, che segnò una vera rivoluzione sotto tutti gli aspetti, soprattutto per quanto riguarda velocità e manovrabilità.
I più famosi caccia monoplani impegnati nel secondo conflitto mondiale sono l'inglese Supermarine Spitfire, il tedesco Messerschmitt Bf 109, l'americano Mustang e il giapponese Zero. L'Italia sviluppò diversi modelli di caccia eccellenti, come il Macchi M.C.205 o il Reggiane Re.2005, ma essi entrarono in produzione troppo tardi, quando ormai le sorti del conflitto erano già segnate.
Il periodo 1939-1945 è stato cruciale per lo sviluppo e per la diversificazione dell'arma aerea. Aerei di nuovo tipo vennero creati per rispondere alle varie esigenze belliche: comparvero così, a fianco dei ricognitori e dei caccia, i bombardieri a medio e lungo raggio, gli aerosiluranti, i bombardieri a picchiata e tante altre varianti di queste categorie adatte, per esempio, all'azione notturna o alle operazioni da portaerei. In Germania, in particolare, furono introdotte tre delle invenzioni più importanti in campo aeronautico della storia: l'aereo a reazione, il celebre Me 262 e i missili, V2 e V1 antesignani, rispettivamente, dei missili balistici e dei missili cruise. Al termine del conflitto, con la rovinosa disfatta delle potenze dell'Asse, gli Americani e i Sovietici si appropriarono di queste scoperte e, grazie al supporto degli stessi ingegneri tedeschi, poterono dare vita a quel processo di costante sviluppo che ha portato all'aeronautica moderna e all'esplorazione spaziale.

## Caratteristiche
Tipicamente dispone di aeromobili da caccia, da bombardamento, da ricognizione, da trasporto, da addestramento, nonché di sistemi di attacco o difesa aerea di tipo missilistico.

## Struttura di un'aviazione militare tipo
La struttura gerarchica generale dei reparti di volo può essere così suddivisa:
armata aerea: unione di più squadre aeree al comando di un generale d'armata aerea o da un generale designato d'armata aerea;
squadra aerea: reparto territoriale costituito da due o tre divisioni o brigate, al comando di un generale di squadra aerea;
divisione aerea: tre stormi, al comando di un generale di divisione;
brigata aerea: (Air brigade) due stormi, al comando di un generale di brigata;
stormo (Wing): reparto autonomo, costituito da uno o più gruppi, al comando di un colonnello;
gruppo (Group): reparto costituito da apparecchi dello stesso tipo, al comando di un tenente colonnello;
squadrone (Squadron): reparto costituito da due o tre squadriglie, al comando di un maggiore (non presente nell'Aeronautica italiana);
squadriglia (Flight): reparto costituito da due o tre sezioni, al comando di un capitano;
sezione: reparto costituito da uno o due aerei, al comando di un tenente o sottotenente;

## Aerei militari

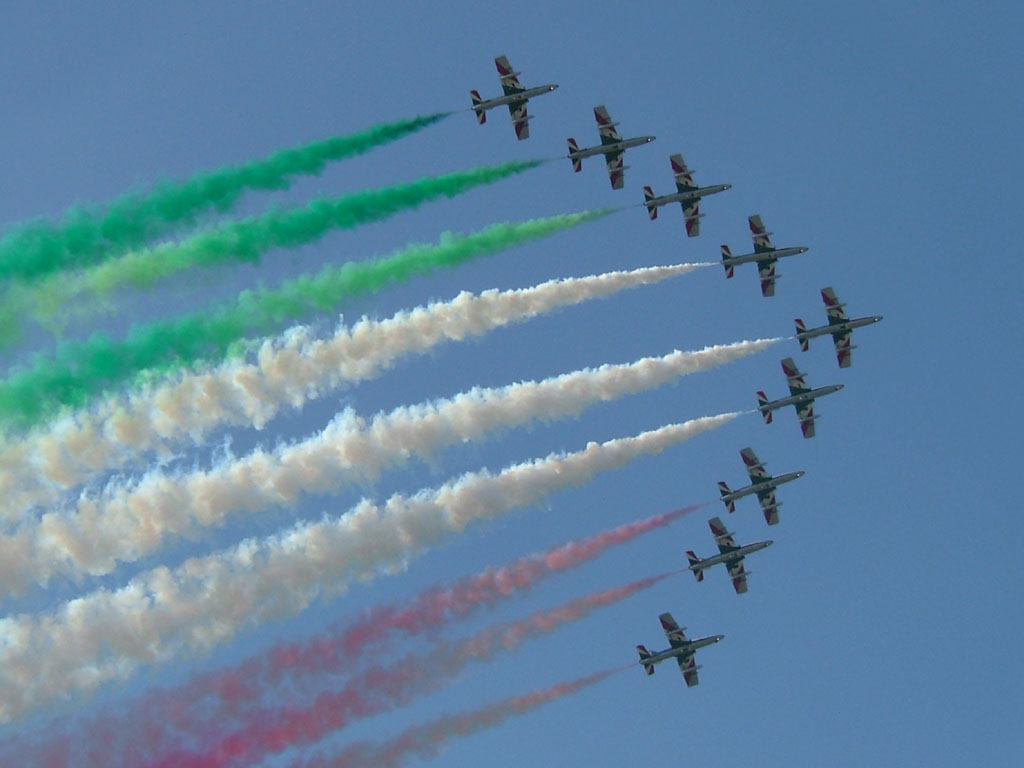
Immagine delle Frecce Tricolori durante un passaggio in una loro esibizione del 2005.

Esistono diverse possibili classificazioni dei mezzi aerei militari. Una delle più conosciute è quella adottata dall'U.S. Air Force statunitense.

### Aereo da caccia
La sua funzione primaria è quella di abbattere altri aeromobili (per es. Sopwith Camel, M.C.202, F-15 Eagle, MiG-29, Su-27, F-22 Raptor). Alcuni tra i più moderni tra questi sono definiti caccia da superiorità aerea in quanto impiegati per contrastare altri aerei da caccia senza avere ruoli secondari. A causa delle contrazioni, sia di bilancio che di organico, a cui sono assoggettate le forze aeree di tutto il mondo, la filosofia costruttiva attuale è sempre più rivolta verso aerei multiruolo (Dassault Rafale o Eurofighter Typhoon), o verso l'adozione di capacità multiruolo di aerei nati esclusivamente per la superiorità aerea, attraverso aggiornamenti di avionica e sensori o contenitori esterni aggiuntivi, come per l'F-14 Tomcat prima del suo ritiro (che divenne un caccia-bombardiere).

### Aereo da attacco al suolo
Utilizzato a livello tattico contro obiettivi terrestri e come supporto alle azioni di terra (come per esempio il Ju 87 Stuka, il Il-2 Šturmovik, il J-22 Orao, il Sukhoi Su-25 e l'A-10).

### Bombardiere
Generalmente utilizzato con il fine di distruggere obiettivi strategici tramite incursioni aeree. Inizialmente ideati come evoluzione dell'attacco al suolo e definiti bombardieri tattici, questi hanno avuto un ruolo predominante nella prima parte della seconda guerra mondiale come supporto alla Blitzkrieg, con i Junkers Ju 88 e i Messerschmitt Bf 110, per poi essere superati dai grandi bombardieri strategici quadrimotori alleati come l'Avro Lancaster e il Boeing B-17 Flying Fortress. Ripercorrendo la storia, altri esempi sono stati il dirigibile Zeppelin, B-29 Superfortress, Tupolev Tu-22, Dassault Mirage IV e il B-52 Stratofortress, per finire ai contemporanei Tupolev Tu-160 Blackjack, sovietico, Rockwell B-1B Lancer e Northrop-Grumman B-2 Spirit, statunitensi.

### Aereo da trasporto
Aereo utilizzato per lo spostamento veloce in un teatro bellico di personale, materiali e mezzi, normalmente privilegiando la capacità di carico, altri, di dimensioni inferiori, potendo contare sulle caratteristiche STOL per operare su piste improvvisate. Questi ultimi sono quasi del tutto sostituiti da elicotteri che operano nello stesso ruolo. Alcuni esempi di aerei da trasporto tattico sono l'italiano C-27J Spartan, lo statunitense C-130 Hercules e l'europeo A400M Atlas.

### Aereo da ricognizione
Impiegato per la ricognizione, ovvero per acquisire informazioni sulla collocazione e sulle dimensioni delle unità e delle installazioni belliche nemiche. Normalmente non armati, si sono evoluti sfruttando la maggiore velocità e la capacità di operarre a quote elevate, dotandosi di apparecchiature fotografiche sempre più sofisticate (per esempio Rumpler Taube, de Havilland Mosquito, U-2 e MiG-25R).

### Aereo da addestramento
Destinato a formare i nuovi piloti durante le varie fasi del loro addestramento operativo, e che si differenziano in base alla difficoltà di approccio in addestratori basici e avanzati, generalmente i primi a elica, validi per conoscere le basi della tecnica del volo, i secondi con propulsione a getto e integranti l'avionica dei velivoli da combattimento. In Italia, tra gli addestratori a getto, sicuramente il più celebre è l'Aermacchi MB-339, che equipaggia anche la Pattuglia Acrobatica Nazionale italiana Frecce Tricolori.
Altri aerei noti sono il britannico BAe Hawk, lo statunitense T-2 Buckeye (non più in uso) e il cecoslovacco Aero L-39 Albatros, oltre al giapponese Mitsubishi T-2, un addestratore avanzato da cui è stato derivato il caccia F-1 Raven. Tra gli addestratori basici a turboelica, con i quali sono stati formati generazioni di piloti; i più noti sono lo svizzero Pilatus PC-9, l'italiano SIAI-Marchetti SF-260 e il più recente Embraer EMB-312 Tucano, di produzione brasiliana ma prodotto su licenza anche dalla britannica Short Brothers plc..
Spesso per gli addestratori viene creata, a partire dalla versione base, una versione da attacco leggero, come per esempio, per gli Aermacchi MB-326, del quale venne creata la versione K, e del MB-339, che ha partecipato anche alla guerra delle Falkland potendo operare da piste semipreparate; anche del MB-339 è stata preparata una versione K, ma senza seguito. Il britannico BAe Hawk è stato anche dotato di missili aria-aria, che lo mettono in condizione di operare per la difesa di punto, a testimonianza della versatilità di questi aviogetti da addestramento.

### Aereo per la guerra elettronica
Sono velivoli che montano apparecchiature per disturbare od ingannare le strumentazioni elettroniche nemiche (per esempio McDonnell Douglas EA-18G Growler, Panavia Tornado ECR ed Alenia G.222VS).

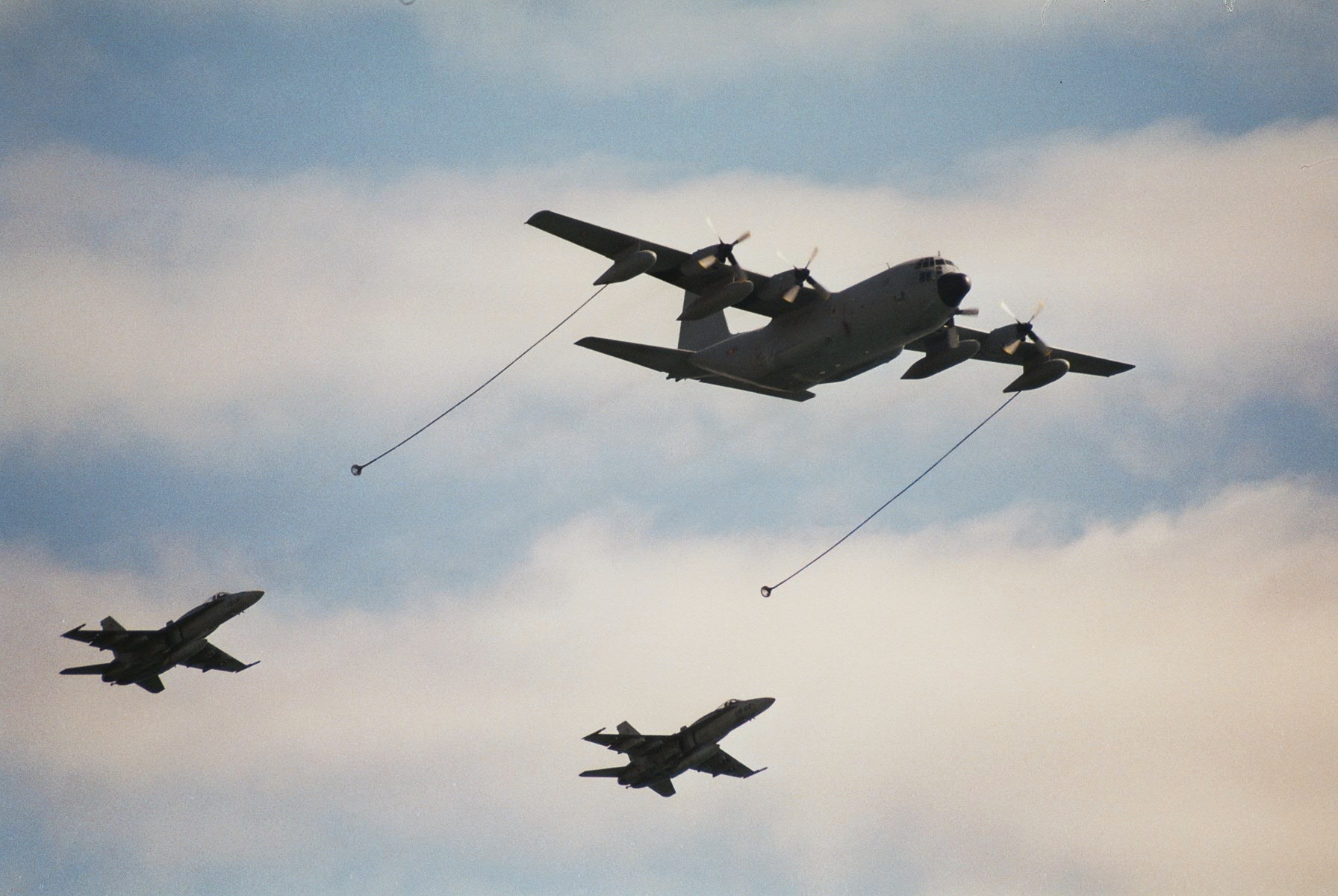
La grande versatilità del C-130 Hercules è testimoniata dalla sua versione Aerocisterna, qui in un velivolo dell'Ejército del Aire spagnolo in esercitazione insieme a due caccia F/A-18 Hornet

### Aerocisterna
I primi esperimenti per il rifornimento in volo risalgono agli anni venti con metodi empirici utilizzando un aereo come cisterna volante che, collocandosi sopra l'aereo da rifornire, per mezzo di un semplicissimo tubo in gomma faceva travasare il combustibile da un velivolo all'altro. Esempi di questo genere sono documentati in filmati dell'epoca e mostrati nei cinegiornali come temerarietà affini al volo acrobatico.
In tempi più recenti l'esigenza di sopperire alla sempre più necessaria autonomia dei velivoli da combattimento vennero ideate apparecchiature con le quali attrezzare dei velivoli, di derivazione da trasporto, appositamente costruiti dotandoli di capienti serbatoi di servizio e collegamenti flessibili, al cui apice vengono dotati di appendici aerodinamiche che servono a stabilizzarli in volo.
I velivoli che possono essere riforniti in volo incorporano una sonda che si aggancia, con una appropriata manovra di avvicinamento, con il dispositivo trainato dall'aerocisterna. Normalmente i velivoli di questo tipo sono di grandi dimensioni, come gli statunitensi Boeing KC-767 e KC-135 Stratotanker, e il sovietico/russo Ilyushin Il-78 Midas, ma esistono conversioni di velivoli di proporzioni più modeste come il Lockheed KC-130.

### Aereo da osservazione
Ideato inizialmente per essere usato come supporto per l'artiglieria, comunicando in volo i risultati e le eventuali correzioni di tiro, questo tipo di aeroplano è oggi utilizzato come supporto visivo alle truppe di terra (per esempio OC-135B Open Skies, Hawker Siddeley Andover CMk 1, XS 596)
- Aereo da pattugliamento marittimo

sono velivoli con il compito specifico di ricognizione e osservazione delle coste e delle acque (per esempio Lockheed P-3 Orion, Breguet BR.1150 Atlantic e Tupolev Tu-142).
Aereo multiruolo (o "utility").

## Nel mondo

### Italia
La corrispondente forza aerea della Repubblica Italiana è l'Aeronautica Militare Italiana.